# Parafia św. Serafina z Sarowa w Kostomłotach
Parafia św. Serafina z Sarowa – parafia prawosławna w Kostomłotach, w dekanacie Terespol diecezji lubelsko-chełmskiej.
Na terenie parafii funkcjonuje 1 cerkiew:
- cerkiew św. Serafina z Sarowa w Kostomłotach – parafialna i jednocześnie klasztorna

## Historia
Parafia w Kostomłotach istniała już w 1631, o czym świadczy zachowana dedykacja na ikonie znajdującej się w neounickiej cerkwi św. Nikity. W protokole wizytacyjnym z 1726 znajduje się wzmianka o nowej cerkwi z odrębną dzwonnicą. W 1852 cerkiew ta została gruntownie wyremontowana z inicjatywy dziedzica Iwana Łosskiego. W 1875, po likwidacji unii na Południowym Podlasiu, parafia kostomłocka została przyłączona do Rosyjskiego Kościoła Prawosławnego. Na początku XX w. wspólnota liczyła ponad 700 wiernych. Planowano budowę nowej cerkwi, jednak tych zamierzeń nie zrealizowano wskutek wybuchu I wojny światowej i udania się miejscowej ludności na bieżeństwo.
Po odzyskaniu przez Polskę niepodległości i powrocie wiernych z bieżeństwa władze nie wyraziły zgody na reaktywację parafii prawosławnej. Świątynia została w 1927 przekazana Kościołowi neounickiemu, powołanemu do istnienia 3 lata wcześniej. Wyznawcy prawosławia spotykali się na nabożeństwach w kaplicy domowej i pozostawali pod opieką mnichów z monasteru w Jabłecznej. Stan taki trwał do 1947, tj. do wysiedlenia prawosławnych mieszkańców Kostomłotów w ramach akcji „Wisła”. Parafia neounicka oficjalnie wznowiła działalność w 1955.

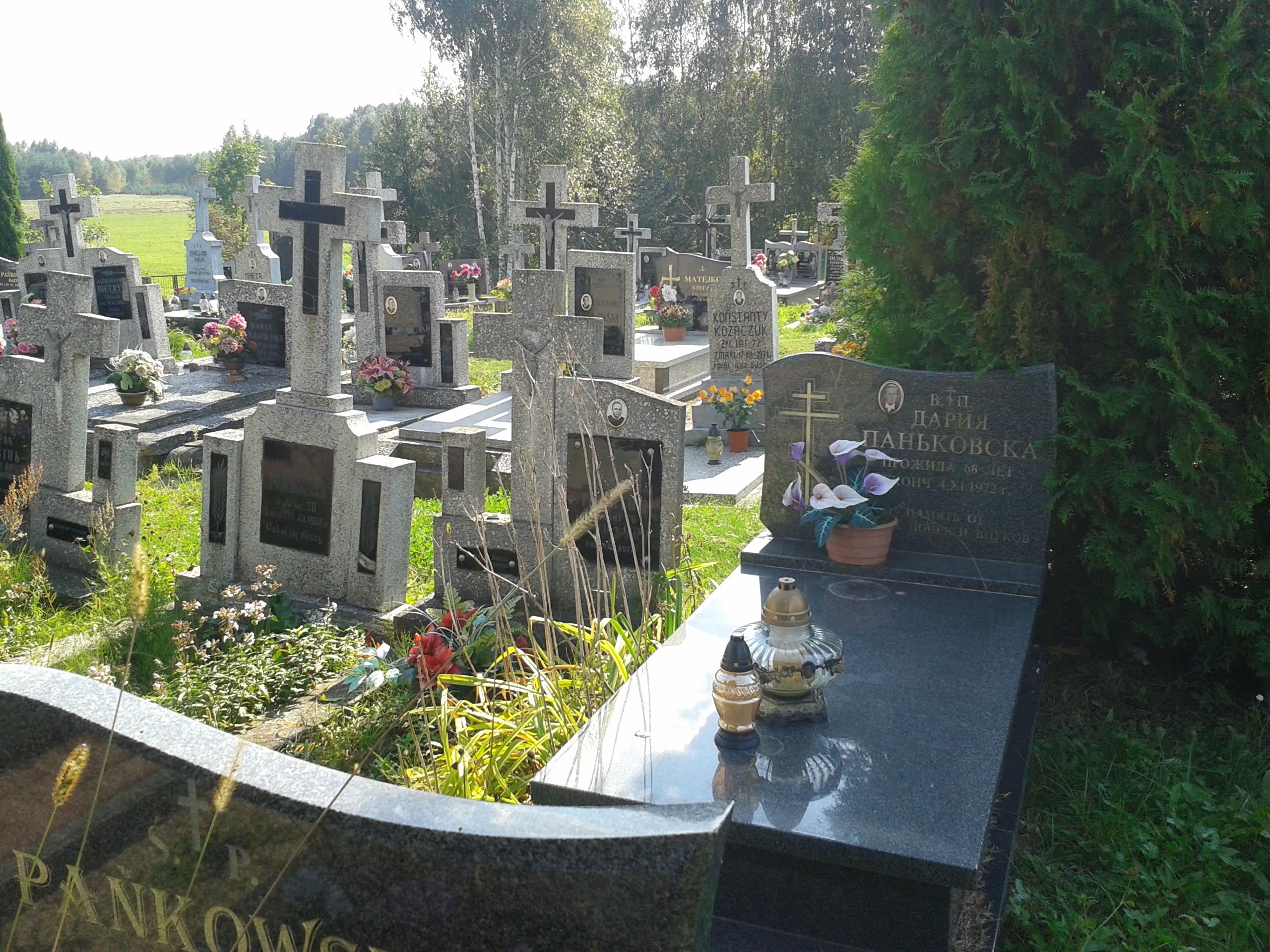
Fragment cmentarza neounicko-prawosławnego w Kostomłotach

Parafia prawosławna w Kostomłotach została reaktywowana w 2003, w związku z utworzeniem męskiego monasteru. W latach 2003–2004, staraniem arcybiskupa lubelskiego i chełmskiego Abla, sprowadzono z Dobrowody drewnianą cerkiew, którą zrekonstruowano, gruntownie wyremontowano i na nowo wyposażono. Ikonostas wykonał Mirosław Trochanowski, absolwent Policealnego Studium Ikonograficznego w Bielsku Podlaskim. W 2005 cerkiew konsekrowano pod wezwaniem św. Serafina z Sarowa. 3 maja 2006 w świątyni umieszczono kopię ikony Iwerskiej Ikony Matki Bożej, przywiezioną przez mnichów ze Świętej Góry Atos.
W 2013 r. miała miejsce rozbudowa obiektów monasterskich. W wymienionym roku parafia liczyła około 40 wiernych.
Cmentarz (o powierzchni 0,9 ha), współużytkowany przez parafię neounicką, znajduje się około 1 km na południowy zachód od centrum wsi.

## Wykaz proboszczów
- 1875–1897 – ks. Włodzimierz Uhrynowicz
- 1897–? – ks. Jan Lisowski
- początek XX w. – mnisi z Jabłecznej
- ?–1915 – ks. Joann Budiłowicz
- 1915–1918 – przerwa w działalności parafii (bieżeństwo)
- 1918–1947 – placówka nieetatowa, pod opieką mnichów z Jabłecznej
- 1947–2003 – przerwa w działalności parafii
- od 2004 – o. ihumen (od 2019 archimandryta[1]) Ambroży (Godun)